# Jubal (pel·lícula)
Jubal és una pel·lícula de western estatunidenca de 1956 dirigida per Delmer Daves i protagonitzada per Glenn Ford, Ernest Borgnine, Rod Steiger, Valerie French i Felicia Farr. Rodada en Cinemascope, va ser un dels pocs westerns per a adults de la dècada de 1950 i es descriu com l'Otel·lo a les muntanyes. El repartiment secundari inclou Noah Beery Jr., Charles Bronson i Jack Elam. Es va doblar al català per a TV3.